# Ituzaingó, Buenos Aires
Ituzaingó este un oraș în Buenos Aires, Argentina.